# Grande coalizione

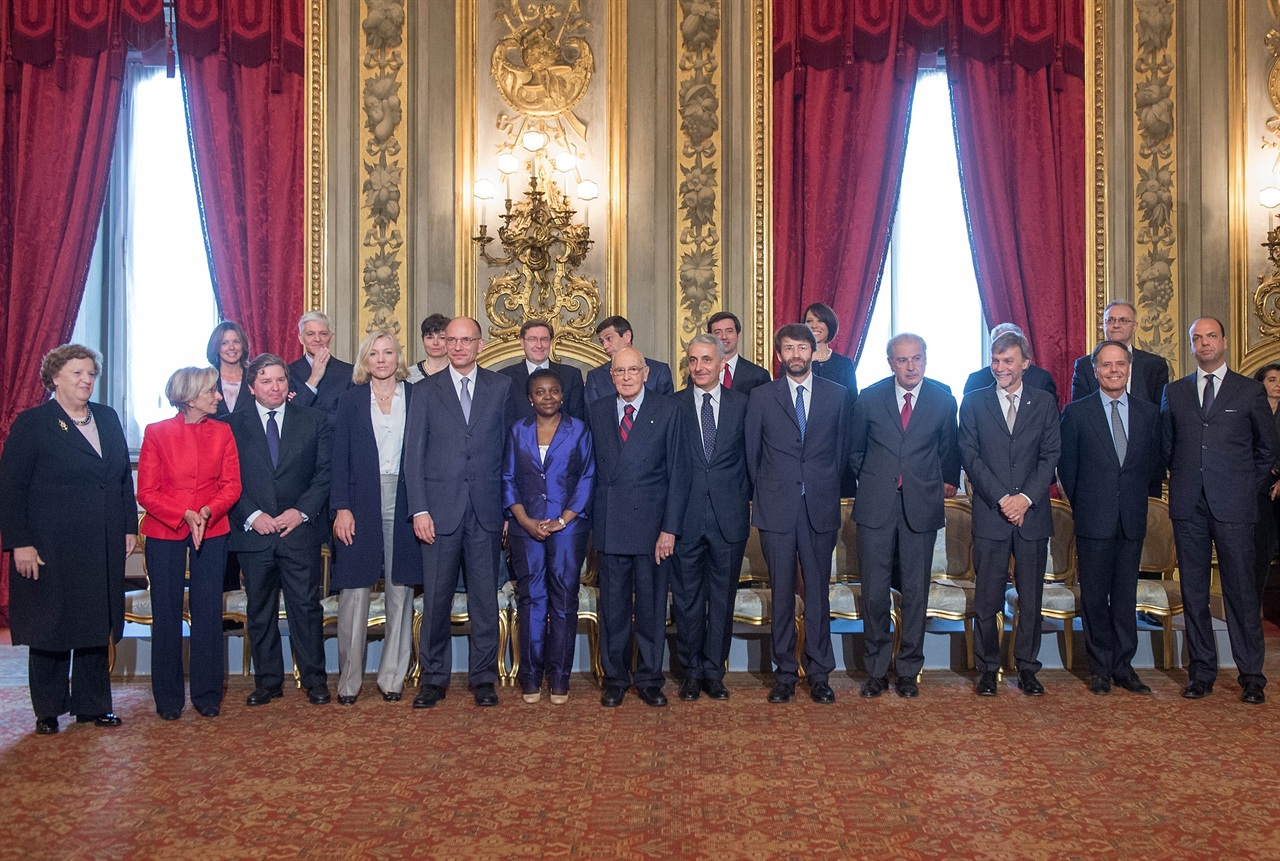
Il Governo Letta, gabinetto di grande coalizione formato nell'aprile 2013 a seguito dello stallo politico determinatosi con le elezioni politiche del febbraio 2013.

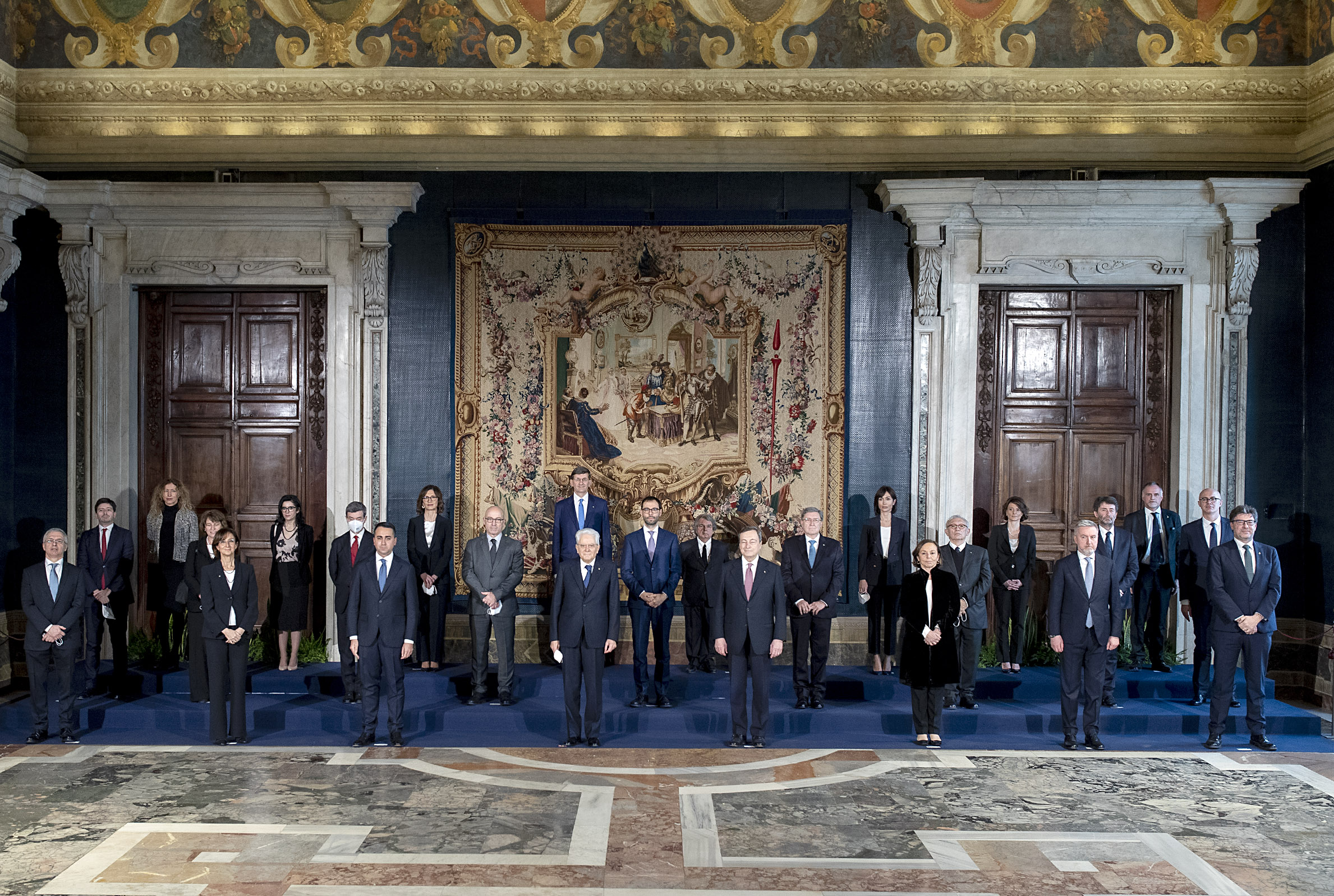
Il Governo Draghi, gabinetto di grande coalizione formato nel febbraio 2021.

Una grande coalizione (dal tedesco: Große Koalition), in Italia nota anche col nome di governo di larghe intese, è un governo di coalizione che si sviluppa in un sistema parlamentare multi-partitico in cui i due maggiori partiti politici si uniscono per costituire una coalizione.
Il termine è comunemente utilizzato nelle nazioni in cui vi sono due partiti predominanti con differenti orientamenti ideologici, più altri partiti minori che sono in grado di assicurarsi una rappresentanza in Parlamento. I due grandi partiti cercano di ottenere abbastanza seggi da poter formare un governo di maggioranza, e se tale proposito non si verifica, ognuno dei due grandi partiti cerca di entrare in coalizione con partiti minori che hanno un simile orientamento ideologico.

## Cause di una grande coalizione
Occasionalmente, può verificarsi la circostanza in cui i partiti che normalmente sono avversari, possono reputare conveniente formare un governo insieme; uno di questi motivi può essere una crisi nazionale come una guerra o una depressione economica, in cui la popolazione sente la necessità di unità nazionale e di stabilità che vada oltre le differenze ideologiche ordinarie. Questo è particolarmente vero ove vi sia un ampio accordo sulla miglior politica che consenta di uscire dalla crisi. In questo caso, può essere formata una grande coalizione anche quando un partito avrebbe abbastanza seggi da poter governare da solo. Un esempio di ciò sono i governi nazionali del Regno Unito tra le due guerre mondiali.
Un'altra possibilità è il fatto che i maggiori partiti potrebbero scoprire di avere più elementi ideologici in comune tra loro piuttosto che con altri partiti minori, oppure la frammentazione dei partiti più piccoli è talmente grande da rendere instabile qualsiasi altra coalizione. Tra questi esempi vi è l'Austria, in cui i principali partiti della sinistra e della destra hanno spesso formato grandi coalizioni per far rimanere i partiti di estrema sinistra o destra fuori dal governo (un esempio di cordon sanitaire), o Israele, dove in alcuni parlamenti la frammentazione e l'intransigenza di alcuni dei partiti minori ha reso più semplice l'unione tra i grandi partiti. Questa opzione è spesso scelta per necessità politica, per impedire elezioni anticipate. In alcune nazioni, la presenza di grandi coalizioni persistenti frustra spesso gli elettori ed i partiti più piccoli, che sentono di non avere nessuna rappresentanza reale nel governo: in queste nazioni è quindi più probabile il voto di protesta.

## Grande coalizione in Italia
Il primo governo definibile di grande coalizione è quello guidato da Enrico Letta, nonostante il Governo Ciampi abbia presentato alcune delle caratteristiche ascrivibili a tale forma.
Diversamente il precedente Governo Monti, pur essendo stato sostenuto dai due partiti maggiori (Il Popolo della Libertà e Partito Democratico) e numerosi partiti minori cosiddetti "centristi", è stato definito "tecnico", essendo i suoi membri tutti indipendenti.
La formazione del Governo Letta fu incoraggiata dal presidente della Repubblica Giorgio Napolitano, in seguito al fallimento del tentativo di Pier Luigi Bersani di formare un governo. 
La grande coalizione italiana del Governo Letta era composta da:
| XVII legislatura (2013) | XVII legislatura (2013)                | XVII legislatura (2013) | XVII legislatura (2013) | XVII legislatura (2013) | XVII legislatura (2013) |
| Partito                 | Partito                                | Partito                 | Collocazione            | Seggi Camera            | Seggi Senato            |
| ----------------------- | -------------------------------------- | ----------------------- | ----------------------- | ----------------------- | ----------------------- |
|                         |                                        | Partito Democratico     | Centro-sinistra         | 297 / 630               | 109 / 315               |
|                         | Forza Italia                           | Centro-destra           | 69 / 630                | 68 / 315                |                         |
|                         | Nuovo Centrodestra                     | Centro-destra           | 29 / 630                | 30 / 315                |                         |
|                         | Scelta Civica - Con Monti per l'Italia | Centro                  | 39 / 630                | 19 / 315                |                         |
|                         | Unione di Centro                       | Centro                  | 8 / 630                 | 0 / 315                 |                         |
| Totale                  | Totale                                 | Totale                  | Totale                  | 440 / 630               | 226 / 315               |

Il governo, che aveva al suo interno anche membri tecnici, godeva dell'appoggio esterno di altre formazioni minori quali Partito Socialista Italiano, Südtiroler Volkspartei, Partito Autonomista Trentino Tirolese, Unione Sudamericana Emigrati Italiani, Movimento Associativo Italiani all'Estero, Union Valdôtaine, Centro Democratico, Unione per il Trentino e Gruppo di Azione Partecipazione Popolare.
Il 16 novembre 2013 Il Popolo della Libertà si sciolse, dividendosi in Forza Italia e Nuovo Centrodestra. Il 26 novembre il Governo pose la fiducia sulla legge di stabilità presentando un maxi-emendamento che integrava le modifiche della commissione bilancio del Senato. Forza Italia, nella conferenza dei capigruppo Paolo Romani e Renato Brunetta, annunciò il no alla finanziaria e l'uscita dalla maggioranza del Governo Letta, mentre NCD continuò a far parte della maggioranza.
Il secondo governo di grande coalizione è quello guidato da Mario Draghi.
La formazione del Governo Draghi è stata incoraggiata dal presidente della Repubblica Sergio Mattarella, in seguito al fallimento del tentativo di Giuseppe Conte di formare un terzo governo da lui guidato. 
La grande coalizione italiana del Governo Draghi era composta da:
| XVIII legislatura (2018) | XVIII legislatura (2018) | XVIII legislatura (2018) | XVIII legislatura (2018) | XVIII legislatura (2018) | XVIII legislatura (2018) |
| Partito                  | Partito                  | Partito                  | Collocazione             | Seggi Camera             | Seggi Senato             |
| ------------------------ | ------------------------ | ------------------------ | ------------------------ | ------------------------ | ------------------------ |
|                          |                          | Movimento 5 Stelle       | Trasversalismo           | 190 / 630                | 92 / 315                 |
|                          | Lega per Salvini Premier | Destra                   | 131 / 630                | 63 / 315                 |                          |
|                          | Partito Democratico      | Centro-sinistra          | 93 / 630                 | 35 / 315                 |                          |
|                          | Forza Italia             | Centro-destra            | 91 / 630                 | 52 / 315                 |                          |
|                          | Italia Viva              | Centro                   | 28 / 630                 | 18 / 315                 |                          |
|                          | Articolo Uno             | Sinistra                 | 12 / 630                 | 6 / 315                  |                          |
| Totale                   | Totale                   | Totale                   | Totale                   | 545 / 630                | 278 / 315                |

Il governo, che aveva al suo interno anche membri tecnici, gode dell'appoggio esterno di altre formazioni minori quali Azione, +Europa, Noi con l'Italia, Cambiamo!, Partito Socialista Italiano, Centro Democratico, Unione di Centro, Alternativa Popolare, Partito Autonomista Trentino Tirolese, Südtiroler Volkspartei, Union Valdôtaine, Centristi per l'Europa, Identità e Azione, Radicali Italiani, Partito Liberale Italiano, Nuovo PSI, Sicilia Futura, Moderati, Partito Pensionati, Alleanza di Centro, Partito Sardo d'Azione, MAIE e USEI.

## Grande coalizione in Germania

### A livello nazionale
Nella politica della Germania post-bellica, a livello nazionale si sono formate tre grandi coalizioni (Große Koalition). La Germania ha sempre storicamente teso a favorire le coalizioni tra partiti che presentino un'ideologia simile, come SPD-FDP, SPD-Alleanza 90/I Verdi o CDU/CSU-FDP.
Si forma una grande coalizione solo se una di queste unioni naturali si rompe, o se la sinistra o destra più radicali si assicurano una rappresentanza significativa al Bundestag tale da non permettere di formare un governo stabile alle forze moderate.

#### Il governo Kiesinger (1966 - 1969)
Nel 1966 fu formato un governo composto dal Partito Socialdemocratico di Germania e dall'Unione Cristiano-Democratica, i due principali partiti politici della Germania Ovest. La grande coalizione fu costituita il 1º dicembre 1966 in seguito alla crisi tra CDU/CSU e FDP riguardo all'innalzamento delle tasse. I ministri dell'FDP si dimisero e fu pertanto formato un nuovo governo, composto anche dall'SPD, con cancelliere Kurt Georg Kiesinger della CDU. La coalizione durò fino al 1969; questo periodo fu segnato dalle proteste studentesche in tutta la Germania occidentale, spinte anche dall'approvazione delle Leggi di Emergenza del 1968.
| V legislatura (1965) | V legislatura (1965)                  | V legislatura (1965)                  | V legislatura (1965)                     | V legislatura (1965) | V legislatura (1965) |
| Partito              | Partito                               | Partito                               | Partito                                  | Collocazione         | Seggi                |
| -------------------- | ------------------------------------- | ------------------------------------- | ---------------------------------------- | -------------------- | -------------------- |
|                      |                                       |                                       | Unione Cristiano-Democratica di Germania | Centro-destra        | 196 / 496            |
|                      | Unione Cristiano-Sociale in Baviera   | Centro-destra                         | 49 / 496                                 |                      |                      |
| Totale CDU/CSU       | Totale CDU/CSU                        | Totale CDU/CSU                        | 245 / 496                                |                      |                      |
|                      | Partito Socialdemocratico di Germania | Partito Socialdemocratico di Germania | Centro-sinistra                          | 202 / 496            |                      |
| Totale               | Totale                                | Totale                                | Totale                                   | Totale               | 447 / 496            |

#### Il primo governo Merkel (2005 - 2009)
Dopo il risultato delle elezioni federali del 2005, nessuna delle coalizioni tradizionali riuscì a formare un governo di maggioranza. Esisteva, nel centro-sinistra, una coalizione ideologicamente coerente formata dall'SPD, dai Verdi e dal Partito della Sinistra; il desiderio di escludere la Linke dal governo portò però i leader di SPD e CDU/CSU ad accordarsi per formare un governo di grande coalizione diretto da Angela Merkel della CDU, con un numero di ministeri assegnato in modo equo ai due partiti. L'11 novembre 2005 fu presentato al pubblico il testo dell'accordo. Il cancelliere fu eletto il 22 novembre 2005, giorno in cui entrò in carica il governo di grande coalizione.
| XVI legislatura (2005) | XVI legislatura (2005)                | XVI legislatura (2005)                | XVI legislatura (2005)                   | XVI legislatura (2005) | XVI legislatura (2005) |
| Partito                | Partito                               | Partito                               | Partito                                  | Collocazione           | Seggi                  |
| ---------------------- | ------------------------------------- | ------------------------------------- | ---------------------------------------- | ---------------------- | ---------------------- |
|                        |                                       |                                       | Unione Cristiano-Democratica di Germania | Centro-destra          | 180 / 614              |
|                        | Unione Cristiano-Sociale in Baviera   | Centro-destra                         | 46 / 614                                 |                        |                        |
| Totale CDU/CSU         | Totale CDU/CSU                        | Totale CDU/CSU                        | 226 / 614                                |                        |                        |
|                        | Partito Socialdemocratico di Germania | Partito Socialdemocratico di Germania | Centro-sinistra                          | 222 / 614              |                        |
| Totale                 | Totale                                | Totale                                | Totale                                   | Totale                 | 448 / 614              |

Il governo terminò con le elezioni federali del 2009, che posero fine alla grande coalizione a favore di un governo di centro-destra (sempre in coalizione), costituito da CDU/CSU e Partito Liberale Democratico (FDP).

#### Il terzo governo Merkel (2013 - 2018)
Dopo le elezioni federali del 2013 il primo partito CDU/CSU raggiunse il 41,5% e 311 dei 631 seggi. Tra gli altri tre partiti che hanno superato il quorum dei 5% solo la SPD (il secondo partito con 25,7% e 193 deputati) e Alleanza 90/I Verdi sono stati invitati al colloquio. Dopo lunghe trattative e un voto favorevole degli associati della SPD il patto tra CDU/CSU e SPD è stato firmato il 14 dicembre 2013. La parola GroKo (abbreviazione di Große Koalition) è parola dell'anno 2013 in Germania.
| XVIII legislatura (2013) | XVIII legislatura (2013)              | XVIII legislatura (2013)              | XVIII legislatura (2013)                 | XVIII legislatura (2013) | XVIII legislatura (2013) |
| Partito                  | Partito                               | Partito                               | Partito                                  | Collocazione             | Seggi                    |
| ------------------------ | ------------------------------------- | ------------------------------------- | ---------------------------------------- | ------------------------ | ------------------------ |
|                          |                                       |                                       | Unione Cristiano-Democratica di Germania | Centro-destra            | 255 / 631                |
|                          | Unione Cristiano-Sociale in Baviera   | Centro-destra                         | 56 / 631                                 |                          |                          |
| Totale CDU/CSU           | Totale CDU/CSU                        | Totale CDU/CSU                        | 311 / 631                                |                          |                          |
|                          | Partito Socialdemocratico di Germania | Partito Socialdemocratico di Germania | Centro-sinistra                          | 193 / 631                |                          |
| Totale                   | Totale                                | Totale                                | Totale                                   | Totale                   | 504 / 631                |

#### Il quarto governo Merkel (2018 - 2021)
| XIX legislatura (2017) | XIX legislatura (2017)                | XIX legislatura (2017)                | XIX legislatura (2017)                   | XIX legislatura (2017) | XIX legislatura (2017) |
| Partito                | Partito                               | Partito                               | Partito                                  | Collocazione           | Seggi                  |
| ---------------------- | ------------------------------------- | ------------------------------------- | ---------------------------------------- | ---------------------- | ---------------------- |
|                        |                                       |                                       | Unione Cristiano-Democratica di Germania | Centro-destra          | 200 / 709              |
|                        | Unione Cristiano-Sociale in Baviera   | Centro-destra                         | 46 / 709                                 |                        |                        |
| Totale CDU/CSU         | Totale CDU/CSU                        | Totale CDU/CSU                        | 246 / 709                                |                        |                        |
|                        | Partito Socialdemocratico di Germania | Partito Socialdemocratico di Germania | Centro-sinistra                          | 153 / 709              |                        |
| Totale                 | Totale                                | Totale                                | Totale                                   | Totale                 | 399 / 709              |

#### Il governo Merz (dal 2025)
| XXI legislatura (2025) | XXI legislatura (2025)                | XXI legislatura (2025)                | XXI legislatura (2025)                   | XXI legislatura (2025) | XXI legislatura (2025) |
| Partito                | Partito                               | Partito                               | Partito                                  | Collocazione           | Seggi                  |
| ---------------------- | ------------------------------------- | ------------------------------------- | ---------------------------------------- | ---------------------- | ---------------------- |
|                        |                                       |                                       | Unione Cristiano-Democratica di Germania | Centro-destra          | 164 / 630              |
|                        | Unione Cristiano-Sociale in Baviera   | Centro-destra                         | 44 / 630                                 |                        |                        |
| Totale CDU/CSU         | Totale CDU/CSU                        | Totale CDU/CSU                        | 208 / 630                                |                        |                        |
|                        | Partito Socialdemocratico di Germania | Partito Socialdemocratico di Germania | Centro-sinistra                          | 120 / 630              |                        |
| Totale                 | Totale                                | Totale                                | Totale                                   | Totale                 | 328 / 630              |

### A livello regionale
Sono più comuni le grandi coalizioni a livello dei Land della Germania. Nel novembre 2007, Brandeburgo, Meclemburgo-Pomerania Anteriore, Sassonia, Sassonia-Anhalt e Schleswig-Holstein erano governati da grandi coalizioni formate da CDU ed SPD.

## Grande coalizione in Grecia
Contemporaneamente a quanto avveniva in Italia alla nascita del Governo "tecnico" presieduto da Monti; in Grecia, dopo la caduta del premier socialista George Papandreou, i due maggiori partiti del Paese, il partito socialista di centrosinistra PASOK, partito principale della precedente maggioranza del Governo socialista Papandreou e il partito conservatore di centrodestra allora all'opposizione Nuova Democrazia si misero d'accordo per formare un Governo di "Unità Nazionale", che fosse appoggiato e rappresentativo dalle maggiori forze politiche del Paese in Parlamento per affrontare la grave crisi economica, presieduto da un premier "tecnico": l'ex Vicepresidente della BCE Lucas Papademos.

### Il governo Papademos (2011 - 2012)
A differenza del Governo Monti, il Governo Papademos a parte il premier tecnico aveva al suo interno politici ed esponenti dei partiti e tecnici di area più marcata rispetto alla composizione dell'Esecutivo del Professore italiano, nel quale, a parte pochi casi, erano tutti tecnici "indipendenti" e non c'erano pertanto rappresentanti parlamentari in rapporto al peso politico; inoltre il Governo Papademos ricalcava molto l'uscente Governo Papandreu con conferme nei ruoli più importanti di ex Ministri ed ex sottosegretari che risente dei rapporti di forza parlamentari delle elezioni del 2009 vinte dai socialisti ma che rappresentava anche a ruoli di rilievo esponenti della ex opposizione.
| XIII legislatura (2009) | XIII legislatura (2009)                  | XIII legislatura (2009)                  | XIII legislatura (2009) | XIII legislatura (2009) |
| Partito                 | Partito                                  | Partito                                  | Collocazione            | Seggi                   |
| ----------------------- | ---------------------------------------- | ---------------------------------------- | ----------------------- | ----------------------- |
|                         |                                          | Movimento Socialista Panellenico (PASOK) | Centro-sinistra         | 160 / 300               |
|                         | Nuova Democrazia (ND)                    | Centro-destra                            | 91 / 300                |                         |
|                         | Raggruppamento Popolare Ortodosso (LAOS) | Estrema destra                           | 15 / 300                |                         |
| Totale                  | Totale                                   | Totale                                   | Totale                  | 226 / 300               |

Nel 2012, dopo pressioni di ND per mettere fine al Governo Papademos e andare al voto al più presto, si svolsero nuove elezioni che però non produssero alcuna maggioranza, richiedendo una seconda tornata nello stesso anno.

### Il governo Samaras (2012 - 2015)
Il 20 giugno il leader del partito di centrodestra Nuova Democrazia Antōnīs Samaras, il cui partito era stato il più votato pur senza raggiungere la maggioranza assoluta, fu nominato dal Presidente della Repubblica Ellenica Karolos Papoulias nuovo Premier. Non avendo i numeri per formare un Governo Samaras fu costretto a formare una "Grande Coalizione" con il principale partito di opposizione, il PASOK, e con i suoi alleati di DIMAR mentre il secondo più grande partito del Paese, il partito di estrema sinistra SYRIZA, che si opponeva all'austerity, rifiutò di entrare in maggioranza. Inizialmente PASOK e DIMAR si limitarono a fornire appoggio esterno ad un governo formato da soli esponenti di ND.
| XV legislatura (2012 II) | XV legislatura (2012 II)                 | XV legislatura (2012 II) | XV legislatura (2012 II) | XV legislatura (2012 II) |
| Partito                  | Partito                                  | Partito                  | Collocazione             | Seggi                    |
| ------------------------ | ---------------------------------------- | ------------------------ | ------------------------ | ------------------------ |
|                          |                                          | Nuova Democrazia (ND)    | Centro-destra            | 129 / 300                |
|                          | Movimento Socialista Panellenico (PASOK) | Centro-sinistra          | 33 / 300                 |                          |
|                          | Sinistra Democratica (DIMAR)             | Sinistra                 | 17 / 300                 |                          |
| Totale                   | Totale                                   | Totale                   | Totale                   | 179 / 300                |

In estate con l'uscita di DIMAR dalla maggioranza e il suo passaggio all'opposizione dopo la chiusura di ERT, nel Governo entrarono anche esponenti del PASOK, che dopo l'uscita degli alleati di sinistra assunse un ruolo centrale all'interno del Governo (superiore al suo peso politico del 12% e parlamentare di 33 deputati) con la nomina del suo Presidente Evangelos Venizelos a Vicepremier e Ministro degli Esteri e di altri esponenti del partito a Ministeri di peso.
Il governo di grande coalizione ebbe termine quando nel mese di dicembre del 2014 il Parlamento greco, chiamato ad eleggere il nuovo Presidente della Repubblica, non riuscì a eleggere un candidato rendendo necessario applicare quanto stabilito dalla Costituzione greca, ossia l'indizione di elezioni anticipate, che videro la vittoria di SYRIZA, partito anti-austerità di sinistra.

## Il caso svizzero di una grande coalizione "perenne"
In Svizzera, a causa della forma di governo di una repubblica direttoriale, in cui il ruolo di Capo di Stato e di Governo è affidato a un direttorio di 7 membri, il Consiglio Federale, eletto dall'Assemblea Federale in seduta comune, è composto dai rappresentanti di tutti i maggiori partiti politici. Tramite una convenzione costituzionale, i seggi al consiglio federale vengono suddivisi in base alle forze presenti nel parlamento, causando di fatto una perenne "Grande Coalizione", con la seguente composizione.
| Composizione attuale di Parlamento e Consiglio Federale (2019) | Composizione attuale di Parlamento e Consiglio Federale (2019) | Composizione attuale di Parlamento e Consiglio Federale (2019) | Composizione attuale di Parlamento e Consiglio Federale (2019) | Composizione attuale di Parlamento e Consiglio Federale (2019) | Composizione attuale di Parlamento e Consiglio Federale (2019) | Composizione attuale di Parlamento e Consiglio Federale (2019) |
| Partito                                                        | Partito                                                        | Partito                                                        | Collocazione                                                   | Seggi Consiglio Nazionale                                      | Seggi Consiglio degli Stati                                    | Seggi Consiglio Federale                                       |
| -------------------------------------------------------------- | -------------------------------------------------------------- | -------------------------------------------------------------- | -------------------------------------------------------------- | -------------------------------------------------------------- | -------------------------------------------------------------- | -------------------------------------------------------------- |
|                                                                |                                                                | Unione Democratica di Centro (UDC)                             | Destra                                                         | 53 / 200                                                       | 5 / 46                                                         | 2 / 7                                                          |
|                                                                | Partito Socialista Svizzero (PS)                               | Centro-sinistra/Sinistra                                       | 39 / 200                                                       | 9 / 46                                                         | 2 / 7                                                          |                                                                |
|                                                                | PLR.I Liberali Radicali (PLR)                                  | Centro/Centro-Destra                                           | 29 / 200                                                       | 12 / 46                                                        | 2 / 7                                                          |                                                                |
|                                                                | Partito Popolare Democratico (PPD)                             | Centro/Centro-Destra                                           | 25 / 200                                                       | 13 / 46                                                        | 1 / 7                                                          |                                                                |
| Totale                                                         | Totale                                                         | Totale                                                         | Totale                                                         | 146 / 200                                                      | 39 / 46                                                        | 7 / 7                                                          |

## Altri esempi di grandi coalizioni
- La provincia del Canada formò la grande coalizione del 1864-1867, che portò poi direttamente alla Confederazione del Canada.
- In Canada, il Partito Unionista del Canada, una coalizione nata in tempo di guerra tra liberali e conservatori dal 1917 al 1920.
- Israele: Likud e Allineamento/Partito Laburista Israeliano (1984-1990, 2001-2003)
- Svizzera: coalizione tra i quattro maggiori partiti dal 1959 al 2003 (anche chiamata formula magica)
- Austria: coalizione tra il Partito Popolare e il Partito Socialdemocratico (1945-1966, 1986-2000 e dal 2006 al 2017).
- Bulgaria: coalizione tra il Partito Socialista Bulgaro, il Movimento Nazionale per la Stabilità e il Progresso e il Movimento per i Diritti e le Libertà (dal 2005).
- Polonia: coalizione tra Solidarność, Partito Operaio Unificato Polacco, Partito Democratico e Partito dei Lavoratori (1989-1990).
- Bosnia ed Erzegovina: coalizione tra Partito d'Azione Democratica, Partito Democratico Serbo e Unione Democratica Croata di Bosnia ed Erzegovina (1990-1992).
- Portogallo: coalizione tra Partito Socialista e Partito Social Democratico (1983-1985).
- Islanda: dal 2007 al 2009, grande coalizione tra Partito dell'Indipendenza e Alleanza Socialdemocratica
- Isole Vergini Americane: dal 2007 grande coalizione detta "Maggioranza del Popolo" tra Partito Democratico, Movimento di Indipendenza dei Cittadini e Indipendenti.
- Kenya: dal 2008 grande coalizione tra il Partito di Unità Nazionale e il Movimento Democratico Arancione, formatasi a seguito delle dispute sulle elezioni generali del 2007.
- Paesi Bassi: dal 1945 al 1959 furono costituiti diversi governi consistenti dei due maggiori partiti della nazione: il PvdA e il Katholieke Volkspartij, oltre ad altri partiti che non erano necessari per la maggioranza parlamentare. Il primo fu il governo Schermerhorn/Drees.